# Abdel Khalek Mahjoub
Abdel Khaliq Mahjub o Abdel Khalek Mahgoub (àrab: عبد الخالق محجوب, ʿAbd al-Ḫāliq Maḥjūb) (Omdurman, 23 de setembre de 1927 - Khartum, 28 de juliol de 1971) fou un polític sudanès, membre del Partit Comunista del Sudan.
Fou secretari general durant el període democràtic i exercia el càrrec quan va pujar al poder Gaafar al-Nimeiry el 25 de maig de 1969. Fou deportat a Egipte l'abril de 1970 però va poder tornar uns mesos més tard; van començar les tensions entre el govern i el partit; dotze membres destacats de l'organització van formar un nou partit comunista liderat per Ahmed Suleiman, antic ambaixador sudanès a Moscou i aleshores ministre d'Indústria, i Muavia Ibrahim, ministre de Treball; Joseph Garang va restar membre del partit comunista original. Mahjub fou arrestat altre cop el mes de desembre. El 12 de febrer de 1971 al-Nimeiry va prometre eliminar el Partit Comunista, si bé després això fou suavitzat per aclarir que eliminaria als mals comunistes i deixaria als bons. De fet tres ministres comunistes romanien al govern.
El 29 de juny de 1971 Mahjub es va poder escapar del camp on estava detingut i es va dirigir a Khartum (30 de juny de 1971), on va restar a la clandestinitat. Mentre Hashim al-Atta, un militar comunista que havia estat facilitant informació confidencial del govern al Partit fins a la seva destitució el novembre de 1970, amb alguns companys més de l'exèrcit, tenia preparat un cop d'estat que va executar amb audàcia i de manera professional el dia 19 de juliol, dominant la situació sense sang i prenent totes les mesures per evitar un contracop. Al-Nimeiry fou arrestat. Encara que es va dir que assessors soviètics i l'ambaixada havien participat en el cop, el cert és que els comunistes com a partit (només alguns individuals) i els soviètics, no hi van estar implicats. La intervenció d'Egipte i Líbia per capgirar la situació va enderrocar al nou govern al cap de tres dies. Deu militars foren executats per afusellament immediatament després de ser jutjats per una cort marcial; el ministre Garang, el secretari dels sindicats El-Shaykh, i Mahjub, foren jutjats el dia 27; el judici de Mahjub fou inicialment públic però es va suspendre abans d'una hora i quan es va reprendre va seguir en secret. El 28 Mahjub fou penjat a la forca com els altres civils condemnats.
Com a nou líder del partit va emergir Muhammad Ibrahim Nugud.

## Escrits
- New Horizons (1956)
- Defense before Military Courts (1966)
- Rectifying the Wrongs in Working amongst the Masses: Report Presented to the Central Committee of the Sudanese Communist Party (1963)
- Socialist Schools in Africa (1966)
- Marxism and the Quandaries of the Sudanese Revolution (1967)
- Marxism and Linguistics (n.d.)
- Literature in the Age of Science (1967)
- On the Program (1971)